# Cratère Hickman

Le Cratère Hickman a été découvert en juillet 2007 par un géologue d'un institut australien (le Geological Survey of Western Australia), le Dr. Arthur Hickman, alors qu'il se servait de Google Earth pour chercher du minerai de fer.
Ce cratère de météorite mesure 270 mètres de diamètre et est situé à 35 kilomètres au nord de la ville de Newman.